# Лета, Илья Кузьмич
Илья Кузьмич Лета (1907—1970) — участник Великой Отечественной войны, Герой Советского Союза.

## Биография
Родился 6 (по новому стилю 20 августа) 1907 года в селе Жабки (ныне село Лохвицкого района Полтавской области) в бедной крестьянской семье.
Учился в луценковской сельскохозяйственной профшколе, затем — в Полтавском сельскохозяйственном техникуме и Полтавском сельскохозяйственном институте. В 1932 году со второго курса института призван в Красную армию. Окончил Киевское артиллерийское училище. Участник боёв на озере Хасан. На фронтах Великой Отечественной войны с июля 1941 года. Воевал на Юго-Западном, 1-м Украинском фронтах. Был тяжело ранен.
Боевой путь 1672-го истребительно-противотанкового артиллерийского полка, которым командовал подполковник Лета, прошёл через освобождение Левобережной Украины, форсирование Днепра, освобождение Киева, Прикарпатья, Польши, бои в Германии.
В апреле 1944 года полк Леты вместе с другими частями получил боевую задачу овладеть важным узлом автомобильных и железнодорожных путей Чортков и развивать наступление дальше на запад. В боях за Чортков отличился 1672-й артполк и его командир, который даже будучи ранен продолжал управления боем. Артиллеристы Леты в этом бою уничтожили 15 танков противника. 4 апреля полк занял оборону на юго-запад от Чорткова. Ещё не успели как следует окопаться, как враг численностью до двух батальонов пехоты при поддержке 16-ти танков пошёл в контратаку, пытаясь обойти полк с флангов и захватить город. В течение дня артиллеристы отбили четыре атаки. Подполковник Лета на костылях продолжал руководить боем.
Во время ночных столкновений гитлеровцы подходили на 20-25 метров к орудиям, но каждый раз артиллеристы заставляли их отступать. 5 апреля немцы прорвались на западную окраину города, но опять же под огнём артиллеристов вынуждены были отступить. За двое суток подразделения 1672-й артиллерийского полка отразили восемь контратак, уничтожили три танка, два бронетранспортёра, две автомашины, 13 пулемётов, около 250 солдат и офицеров противника, подавили огонь десяти пулемётов и двух миномётных батарей .
Указом Президиума Верховного Совета СССР от 23 сентября 1944 года за умелое командование полком при освобождении Правобережной Украины и проявленные при этом личное мужество и героизм подполковнику Илье Кузьмичу Лете было присвоено звание Героя Советского Союза с вручением ордена Ленина и медали Золотая Звезда.
После войны Илья Кузьмич продолжал службу в ВС СССР. В 1946 году окончил Высшую офицерскую артиллерийскую школу в Ленинграде. В 1959 году полковник Лета уволился в запас. Жил в Полтаве. Вёл активную общественную и воспитательную работу, был народным заседателем суд Киевского района Полтавы, депутатом районного совета.
4 января 1970 года Илья Кузьмич Лета умер. Похоронен в Полтаве. В память о Герое в Полтаве на фасаде здания бывшего сельскохозяйственного техникума (теперь Аграрно-экономический колледж Полтавской государственной аграрной академии, ул. Сковороды, 18), в котором учился Илья Кузьмич Лета, установлена гранитная мемориальная доска.
Дочь Ильи Кузьмича — Тамара Ильинична Лета (род. 1939) — известный врач, политик, депутат Верховного Совета Российской Федерации последнего созыва и Государственной Думы России первого созыва. Живёт в Вологде. Президент Ассоциации врачей и Общественной палаты Вологодской области. Заслуженный врач Российской Федерации.
Сыновья — Владимир и Олег.